# Saint-Sylvestre-de-Cormeilles
Saint-Sylvestre-de-Cormeilles település Franciaországban, Eure megyében. Lakosainak száma 226 fő (2022. január 1.). Saint-Sylvestre-de-Cormeilles Épaignes községgel határos.

## Népesség
A település népessége az elmúlt években az alábbi módon változott:
| Lakosok száma | 234  | 178  | 194  | 204  | 226  | 245  | 253  | 237  | 229  | 226  |
|               | 1968 | 1982 | 1990 | 2006 | 2013 | 2015 | 2017 | 2019 | 2020 | 2022 |